# Lalisa (album)
Lalisa – debiutancki pojedynczy album tajskiej raperki i piosenkarki Lisy. Został wydany 10 września 2021 roku przez YG Entertainment i Interscope Records. Album jest hiphopowym albumem wyprodukowanym przez Teddy’ego, 24 i R.Tee oraz otrzymał mieszane recenzje krytyków.
Wersja fizyczna zadebiutowała na pierwszym miejscu na liście Gaon Album Chart, stając się najlepiej sprzedającym się albumem solistki w historii listy. Lalisa ustanowiła również rekord najwyższej sprzedaży w pierwszym tygodniu wśród wszystkich żeńskich artystów, sprzedając 736221 egzemplarzy, zanim jej koleżanka z zespołu Jisoo pobiła rekord. W listopadzie 2021 roku uzyskał certyfikat podwójnej platyny od Korea Music Content Association (KMCA) za sprzedaż 500 tys. egzemplarzy, a później w sierpniu 2023 roku uzyskał certyfikat potrójnej platyny za sprzedaż 750 tys. egzemplarzy.
Utwór „Lalisa” został wydany jako główny singiel tego samego dnia, w którym ukazał się album. Piosenka zadebiutowała na drugim miejscu na liście Billboard Global 200 i na 84. miejscu na liście US Billboard Hot 100. Utwór na stronie B „Money” został wysłany do amerykańskiego radia z przebojami współczesnymi 9 listopada po swoim wirusowym sukcesie i osiągnął 10. miejsce na liście Billboard Global 200 i 90. miejsce na liście US Billboard Hot 100. W 2023 roku Lalisa została wpisana do Księgi Rekordów Guinnessa jako pierwszy album solowej artystki K-popowej, który osiągnął miliard odtworzeń na Spotify.

## Tło wydania
19 kwietnia 2021 r. przedstawiciel YG Entertainment ujawnił południowokoreańskiej stacji medialnej The Korea Herald, że Lisa zadebiutuje jako trzecia solistka ze swojego zespołu (po koleżankach z zespołu Jennie i Rosé), a harmonogramy zostaną później oficjalnie ogłoszone w powiadomieniu. 12 lipca jej wytwórnia ogłosiła za pośrednictwem Star News, że trwają zdjęcia do jej teledysku. 25 lipca piosenkarka wrzuciła na swoje Instagram Stories dwa zdjęcia ze studia nagraniowego, na których pokazano zbliżenie ekranu obok dwóch różnych fal dźwiękowych i podpis „Jak mam na imię?”, nawiązując do tytułu singla.

## Wydanie i promocja
25 sierpnia 2021 r. YG Entertainment przesłało plakat teaserowy z tytułem albumu, nazwanym na cześć jej imienia, a zamówienia w przedsprzedaży rozpoczęły się tego samego dnia. 27 sierpnia YG wydało 26-sekundowy teaser prezentujący jedną z koncepcji wizualnych albumu. 30 sierpnia YG potwierdziło, że tytułowy utwór albumu będzie również nosił nazwę „Lalisa”. Pełna lista utworów została opublikowana 5 września. Album został wydany na całym świecie 10 września za pośrednictwem YG i Interscope w połączeniu z teledyskiem do jego tytułowego singla. Przed wydaniem solówki Lisa zorganizowała internetowe wydarzenie odliczające na żywo na platformach społecznościowych V Live i TikTok, aby porozmawiać o albumie i teledysku. 11 września Lisa udzieliła wywiadu w The Woody Show jako gość specjalny, co było jej pierwszym występem w tajskim talk-show. 14 września artystka zorganizowała specjalną transmisję na żywo w Naver Now, aby promować swój singiel. 12 listopada Lisa udzieliła wywiadu dla Audacy Check In. 18 listopada Lisa pojawiła się jako gość w The Zach Sang Show oraz audycji radiowej 102.7KIISFM.

### Single
„Lalisa” została wydana jako główny singiel wraz z wydaniem singla i otrzymała teledysk 10 września 2021. Teledysk zanotował 73,6 miliona wyświetleń na YouTube w ciągu 24 godzin, stając się najczęściej oglądanym teledyskiem w ciągu pierwszych 24 godzin na platformie solowego artysty, bijąc rekord należący do „thank u, next” Ariany Grande. Piosenka zadebiutowała na drugim miejscu na liście Billboard Global 200 i Global Excl. U.S., co oznaczało pierwszy solowy występ Lisy i piosenkę w pierwszej dziesiątce list przebojów. W Stanach Zjednoczonych „Lalisa” zadebiutowała na 84. miejscu na liście Billboard Hot 100.
Utwór B-side „Money” otrzymał teledysk do występu tanecznego 24 września 2021. Po rosnącym sukcesie piosenki na świecie i w Stanach Zjednoczonych, 9 listopada 2021 r. piosenka została wysłana jako singiel do amerykańskiego radia z przebojami współczesnymi. „Money” osiągnął dziesiąte miejsce na liście Billboard Global 200 i siódme miejsce na liście Global Excl. U.S., stając się drugą piosenką Lisy w pierwszej dziesiątce na listach przebojów. W Stanach Zjednoczonych piosenka osiągnęła również 90. miejsce na liście Billboard Hot 100.

## Nagrody i nominacje
| Rok  | Ceremonia               | Kategoria                                | Rezultat   | Źr.    |
| ---- | ----------------------- | ---------------------------------------- | ---------- | ------ |
| 2021 | Asian Pop Music Awards  | 20 najlepszych albumów roku (za granicą) | Wygrana    | [ 23 ] |
| 2021 | Asian Pop Music Awards  | Nagroda Publiczności (Zagranica)         | 9. miejsce | [ 23 ] |
| 2021 | Hanteo Music Awards     | Pierwsza nagroda Chodong Record Award    | Wygrana    | [ 24 ] |
| 2021 | Mnet Asian Music Awards | Najlepszy producent roku                 | Wygrana    | [ 25 ] |
| 2022 | Seoul Music Awards      | Nagroda Bonsang                          | Nominacja  | [ 26 ] |

| Rok  | Ceremonia         | Kategoria                                                                                 |        |
| ---- | ----------------- | ----------------------------------------------------------------------------------------- | ------ |
| 2023 | Rekordy Guinnessa | Pierwszy album solowego artysty K-popowego, który osiągnął 1 miliard odtworzeń na Spotify | [ 27 ] |

## Lista utworów
| \| # \| Tytuł \| \| -- \| -------------------------- \| \| 1. \| „Lalisa” \| \| 2. \| „Money” \| \| # \| tylko CD (bonusowe utwory) \| \| 3. \| „Lalisa” (Instrumental) \| \| 4. \| „Money” (Instrumental) \| |                            |
| # | Tytuł                      |
| 1. | „Lalisa”                   |
| 2. | „Money”                    |
| # | tylko CD (bonusowe utwory) |
| 3. | „Lalisa” (Instrumental)    |
| 4. | „Money” (Instrumental)     |

- Wszystkie utwory są stylizowane na wielkie litery.

## Twórcy
Napisy zaadaptowane z notatek dołączonych do okładki albumu.
|  | Muzycy - Lisa – wokale, dyrektor kreatywny - Teddy – dyrektor kreatywny, tekściarz (utwór 1.), kompozytor (utwór 1.) - Bekuh Boom – tekściarz (wszystkie utwory), kompozytor (wszystkie utwory) - 24 – kompozytor (wszystkie utwory) - Vince – tekściarz (utwór 2.), kompozytor (utwór 2.) - R.Tee – kompozytor (utwór 2.) Technicy - Teddy – producent (wszystkie utwory) - 24 – producent (wszystkie utwory), aranżer (wszystkie utwory) - R.Tee – producent (wszystkie utwory), aranżer (utwór 2.) - Yong In Choi – inżynier dźwięku (wszystkie utwory) - Yongju Bang – inżynier dźwięku (wszystkie utwory) - Jason Roberts – miks (wszystkie utwory) - Chris Gehringer – mastering (wszystkie utwory) | Projekt - Laundry Office; Hyojin Jeong, Sungmin Yook, Minkyu Lee, Heewon Moon, Minji Lee (YG) – projekt - Ji Yong Yoon – fotograf - Jae Hyun Choe, Bin Seo – wizualizacje - Gee Eun, Min Hee Park – stylista - Seon Yeong Lee – włosy - Myung Sun Lee (Woosun) – makijaż - Eunkyung Park (Unistella) – paznokcie Kierownictwo - YG Entertainment – producent wykonawczy - Pauline Jyun Seon Kim, Euna Ahn, Shinil Kim, Hyojeong Jeon, Jieun Kim – A&R - Yoon Jeong Kim – wydawnictwo - Heon Pyo Park – szef grupy zarządzającej artystami - Byoung Young Lee, Se Ho Kim, Eun Gon Kim, Ho Sup Shin, Jong Seong Park, Jin Won Seo, Sae Rom Lee, Sang Min Han – kierownictwo artysty - Yu Jin Hung, Se Eun Kim – kierownictwo projektu - Jong Hyun Kah – dyrektor ds. innowacji - Bo Kyung Hwang – dyrektor generalny - Min Suk Yang – kierownik wykonawczy |

## Certyfikaty
- KMCA: 3× platynowa płyta[29]

## Historia wydań
| Region            | Data               | Formaty                           | Wytwórnia       | Źr.    |
| ----------------- | ------------------ | --------------------------------- | --------------- | ------ |
| Różnie            | September 10, 2021 | CD · digital download · streaming | YG · Interscope | [ 30 ] |
| Japonia           | October 2, 2021    | CD maxi                           | YG · Interscope | [ 31 ] |
| Stany Zjednoczone | November 12, 2021  | CD                                | YG · Interscope | [ 32 ] |
| Korea Południowa  | December 27, 2021  | Vinyl LP                          | YG              | [ 33 ] |
| Korea Południowa  | March 28, 2022     | Vinyl LP (Gold Edition)           | YG              | [ 34 ] |